# Сант'Ана (Модена)
Сант'Ана је насеље у Италији у округу Модена, региону Емилија-Ромања.
Према процени из 2011. у насељу је живело 870 становника. Насеље се налази на надморској висини од 41 м.